# نارنجاوية
النارنجاوية (الاسم العلمي:Aurantieae) هي قبيلة من النباتات تتبع الفصيلة السذابية من رتبة الصابونيات.

## تحت قبائل النارنجاوية
- الليمونينة
  - الليمون